# Bruce Metzger

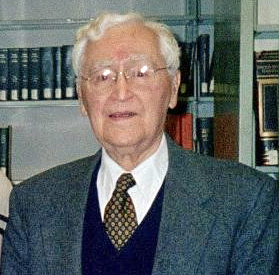
Bruce Metzger (2003)

Bruce Manning Metzger (Middletown (Pennsylvania), 9 februari 1914 - Princeton (New Jersey),  13 februari 2007) was een Amerikaanse Bijbelwetenschapper die heeft meegewerkt aan diverse Bijbelvertalingen en bekendstond als deskundige op het gebied van de tekstkritiek van het Nieuwe Testament.

## Levensloop
Opgeleid aan de Princeton-universiteit was hij 46 jaar lang tot aan zijn emeritaat als hoogleraar in het Nieuwe Testament aan het Princeton Theological Seminary verbonden. Daarnaast verzorgde hij vele gastcolleges op diverse andere universiteiten in Amerika en daarbuiten.
Voorts was Metzger als voorzitter van de vertaalcommissie van de Amerikaanse Nationale Raad van Kerken betrokken bij de totstandkoming van de New Revised Standard Version Bible, een Engelse vertaling van de Bijbel uit 1989 die een actualisering van de Revised Standard Version Bible uit het midden van de 20e eeuw betrof. Verder redigeerde hij onder meer het Griekse Nieuwe Testament van de United Bible Society en was hij als voorzitter betrokken bij een Bijbeluitgave in hoofdlijnen van Reader's Digest, de Reader's Digest Condensed Bible (gebaseerd op de Revised Standard Version Bible). Daarnaast schreef en bewerkte hij een veertigtal boeken.
Bruce Metzger overleed op 93-jarige leeftijd.

### Opvattingen
Metzger ontkende in bepaalde gevallen de historiciteit van de Bijbel. Zo was hij van mening dat de nieuwtestamentische boeken niet door de eerste christenen werden aanvaard omdat zij deze als goddelijk geïnspireerd beschouwden maar omdat ze waren geschreven door christenen van het eerste uur en daardoor voor hen gezaghebbend waren. Vanwege deze opvattingen werd Metzger door bepaalde orthodoxe christenen van vrijzinnigheid beschuldigd.

## Werk
- De wereld van de bijbel: een nieuwe, fascinerende kijk op de bijbelse geschiedenis, redactie Bruce Metzger, David Goldstein, John Ferguson, 1988, 199 p., Haan - Houten, ISBN 90-269-4353-9